# Les Trois Frères
Les Trois Frères je francouzský hraný film z roku 1995, který režírovali Didier Bourdon a Bernard Campan podle vlastního scénáře. Snímek měl světovou premiéru dne 13. prosince 1995.

## Děj
Film vypráví o osudech tří nevlastních bratrů, kteří se neznají, a kteří se setkávají až po smrti své matky. Mají zdědit tři milióny franků, ale potíže začínají, když je dědictví z procesních důvodů zrušeno.

## Obsazní
| Didier Bourdon       | Didier Jean-Marie Latour, hlídač v supermarketu                   |
| Pascal Légitimus     | Pascal Gesip Eusèbe Latour, pracovník telekomunikační společnosti |
| Bernard Campan       | Bernard André-Michel Latour, bezdomovec                           |
| Antoine du Merle     | Michaël Rossignol, syn Didiera a Christine                        |
| Anne Jacquemin       | Marie, těhotná žena pomáhající bratrům                            |
| Marine Jolivet       | Christine Rossignol, letuška, Michaëlova matka                    |
| Annick Alane         | Geneviève Rougemont                                               |
| Pierre Meyrand       | Charles-Henri Rougemont                                           |
| Isabelle Gruault     | Marie-Ange Rougemont, dcera Charlese-Henriho a Geneviève          |
| Bernard Farcy        | Steven Marchand, šéf telekomunikační společnosti                  |
| Élie Semoun          | Brice, Stevenův zástupce                                          |
| Henri Courseaux      | Jean-Claude Larieux, notář                                        |
| Bruno Lochet         | trafikant                                                         |
| Yolande Moreau       | trafikantka                                                       |
| Jacky Nercessian     | moderátor hry Chcete být milionářem?                              |
| Marie-Christine Adam | Sandra Marchand, Stevenova žena                                   |
| Pierre Aknine        | režisér pornofilmů                                                |
| Isabelle Alexis      | sekretářka                                                        |
| Philippe Beglia      | číšník                                                            |
| Claude Berri         | předseda soudu                                                    |
| Michel Berto         | soudní úředník                                                    |
| Jacques Décombe      | náborář                                                           |
| Pascal Nzonzi        | náborář                                                           |
| Albert Dray          | Albert, prodavač, Bernardův kolega                                |
| Silvie Laguna        | paní Pereire, Pascalova sousedka                                  |
| Théo Légitimus       | muž hledající práci                                               |
| Élizabeth Macocco    | prokuristka                                                       |
| Chick Ortega         | kuchař v sirotčinci                                               |
| Patrice Arditti      | novinář televize Canal+                                           |
| Ruth Elkrief         | novinářka televize LCI                                            |

## Ocenění
- César: nejlepší filmový debut (Didier Bourdon a Bernard Campan)